# Linea pectinea
Nell'anatomia umana la linea pectinea, detta anche linea pettinata, ano-rettale o dentata, è una linea di confine anatomica virtuale che separa il retto dall'ano, costituita dalle papille anali.

## Anatomia
La sua importanza è anche nella separazione fra il canale anale chirurgico (4-5 cm) e canale anale anatomico (2-3 cm).
La linea pectinea rappresenta il punto di fusione tra la porzione ectodermica del canale anale e la porzione endodermica dell'intestino primitivo.